# Альштетте
Альштетте (нем. Alstätte) — часть общины Ахаус в западной части Мюнстерланда (район Боркен, административный округ Мюнстер на северо-западе земли Северный Рейн-Вестфалия, Германия).

## География

### Физико-географическая характеристика

Положение Альштетте на карте города Ахауса.

Альштетте находится на реке Альштеттер-Аа, притоке Исселя, примерно в десяти километрах к северо-западу от Ахауса, непосредственно на границе с Нидерландами. 
Рельеф плоский низменный с множеством мелких осушительных каналов. Отметки высот группируются в пределах 42-45 метров и лишь на территории старой городской свалки вблизи хутора Терхаген достигают 70 и более метров.

### Природоохранные территории и биотопы
На территории посёлка Альштетте охраняются не только местные растительные эндемики и растительные сообщества, но и делают остановку на отдых многие перелётные птицы, а часть из них остаётся здесь на зимовку. Красота ландшафтов привлекает туристов из Германии и соседних Нидерландов, для которых по природоохранным территориям проложены пешеходные маршруты и велосипедные дорожки.

#### Природоохранные территории
На территории посёлка Альштетте расположены три небольшие и одна крупная природоохранные территории (нем. Naturschutzgebiet (NSG)).
| Индекс  | Название                  | Площадь (га) | Год образования | Кол-во участков |
| ------- | ------------------------- | ------------ | --------------- | --------------- |
| BOR-003 | Амтсвенн-Хундфельдер Моор | 839          | 1979            | 2               |
| BOR-017 | Гоор-Витте Фенн           | 8.42         | 2012            | 1               |
| BOR-057 | Беннекампсхаар            | 7.1          | 1990            | 1               |
| BOR-060 | Витте Фенн                | 22.99        | 1939            | 1               |

#### Природоохранные биотопы
Всего на территории Альштетте насчитывается несколько десятков природоохранных биотопов (декабрь 2019).
| Номер | Индекс       | Площадь (га) | Год образования | Кол-во участков | Местоположение                                               | Объект охраны                                |
| ----- | ------------ | ------------ | --------------- | --------------- | ------------------------------------------------------------ | -------------------------------------------- |
| 1     | BK-3807-0001 | 9.7          | 2009            | 2               | Восточнее хутора Шмиц                                        | Дубовый лес                                  |
| 2     | BK-3807-0002 | 11.76        | 2011            | 1               | Северо-Восточнее хутора Хюндфельд, на границе с Нидерландами | Небольшие водоемы с прибрежной территорией   |
| 3     | BK-3807-0008 | 0.15         | 2009            | 1               | Северо-восточнее усадьбы Зёббинг                             | Заливаемый участок луга                      |
| 4     | BK-3807-0014 | 34.18        | 2009            | 4               | Между Люнтеном и К 17, на границе с Нидерландами             | Участки луга                                 |
| 5     | BK-3807-0016 | 1.79         | 2009            | 1               | Южнее К 17, вблизи границы с Нидерландами                    | Участок лиственного леса                     |
| 6     | BK-3807-0017 | 0.05         | 2009            | 1               | Севернее К 17, вблизи границы с Нидерландами                 | Малый мезотрофный водоём на границе леса     |
| 7     | BK-3807-0018 | 1.82         | 2009            | 2               | Севернее К 18, у усадьбы Виленс                              | Участки лиственного леса                     |
| 8     | BK-3807-0019 | 1.60         | 2009            | 2               | На реке Ахаузер Аа, у водяной мельницы Хаармюле              | Участки рощи и лиственного леса              |
| 9     | BK-3807-0020 | 6.28         | 2009            | 1               | Южнее Природоохранной территории Витте Фенн                  | Озеро и влажный лес вокруг него              |
| 10    | BK-3807-0021 | 22.99        | 2009            | 1               | Природоохранная территория Витте Фенн                        | Природоохранная территория Витте Фенн        |
| 11    | BK-3807-0023 | 0.97         | 2009            | 1               | Северо-западнее природоохранной территории Гоор-Витте Фенн   | Пастбищные угодья                            |
| 12    | BK-3807-0024 | 4.92         | 2009            | 1               | У полевой дороги Хегебек                                     | Мелколиственный и смешанный лесной комплекс  |
| 13    | BK-3807-0025 | 4.27         | 2009            | 2               | У хуторов Гервинг и Рольвер                                  | Участки дубового леса                        |
| 14    | BK-3807-0030 | 91.98        | 2009            | 3               | Юго-восточнее Альштетте                                      | Богато структурированный культурный ландшафт |
| 15    | BK-3807-0032 | 2.58         | 2009            | 1               | Южнее природоохранной территории Беннекампсхаар              | Старые раскопки                              |
| 16    | BK-3807-0033 | 7.09         | 2009            | 1               | У границы с Нидерландами                                     | Природоохранная территория Беннекампсхаар    |
| 17    | BK-3807-0034 | 0.72         | 2009            | 1               | У границы с Нидерландами                                     | Два пруда                                    |
| 18    | BK-3807-0035 | 4.47         | 2009            | 2               | У границы с Нидерландами                                     | Влажные вересковые пустоши с древостоем      |
| 19    | BK-3807-0036 | 2.05         | 2009            | 2               | У границы с Нидерландами                                     | Смешанные буково-дубовые участки леса        |
| 20    | BK-3807-0037 | 4.38         | 2009            | 1               | Южнее хутора Шмиц                                            | Дубовый лес с примесью мелколиственных       |
| 21    | BK-3807-0038 | 11.73        | 2009            | 1               | На северной границе с Нидерландами                           | Смешанный дубово-берёзово-сосновый лес       |
| 22    | BK-3807-0039 | 18.59        | 2009            | 3               | У хутора Рольфес                                             | Дубовый лес                                  |
| 23    | BK-3807-0040 | 4.58         | 2009            | 1               | Севернее хутора Гроссе Хюнфельд                              | Дубовый лес с прудом                         |
| 24    | BK-3807-0041 | 32.22        | 2009            | 2               | Вокруг Швепингхоока                                          | Буково-дубовый лес                           |
| 25    | BK-3807-0048 | 29.24        | 2009            | 2               | Западнее лесного массива Амтсфенн                            | Комплекс лугов и живых изгородей             |
| 26    | BK-3807-0052 | 0.84         | 2009            | 2               | Западнее хутора Шмиц                                         | Два участка ольховника                       |
| 27    | BK-3807-0053 | 0.53         | 2009            | 1               | У хутора Рольфес                                             | Заливной луг                                 |
| 28    | BK-3807-0056 | 14.23        | 2009            | 2               | Севернее природоохранной территории Витте Фенн               | Водно-луговой комплекс                       |
| 29    | BK-3807-0057 | 11.08        | 2011            | 1               | Правоборежье реки Ахаусер Аа западнее Альштетте              | Пастбищный комплекс                          |
| 31    | BK-3807-0074 | 890.83       | 2011            | 2               | Севернее Альштетте                                           | Обширный комплекс верхового болота           |

### Структура и соседи
К посёлку относятся шесть фермерских хозяйств: Бесслингхок (Besslinghook), Бринкерхок (Brinkerhook), Альштеттер Брок (Alstätter Brook), Гервингхок (Gerwinghook), Шмейнгхок (Schmäinghook) и Швипингхок (Schwiepinghook).
Соседними муниципальными образованиями являются Люнтен, Оттенштайн, Вессум, Грас и Эпе, а также нидерландские Хаксберген (с его округом Буурсе) и Энсхеде.

## История
Как деревня Альштетте была впервые упомянута в 1151 году под названием Альстеде. Церковный приход Альштетте впервые упоминается в торговом документе от 12 июля 1297 года. По мнению исследователя Френкера-Хакфорта название поселения сложено из двух  составляющих древнесаксонского языка: "ала" (alah) — "святилище" и "штеди" (место). Таким образом это "место поклонения" древнегерманским богам. В начале 20-го века были исследованы местные курганы, а находки выставлены в Мюнстере, но они были потеряны во время Второй мировой войны. Сохранилось здание водяной мельницы Хаармюле на нидерландской границе, которое доступно для посещения, является памятником архитектуры и датируется 1619 годом. Её предшественница была впервые задокументирована в 1331 году.
Многие исторические здания Альштетте были разрушены в результате бомбардировки 22 марта 1945 года. Частичному разрушению подверглись здания железнодорожного вокзала и церкви (чья позднеготическая башня датируется XV веком) и были восстановлены после войны. В административном округе Мюнстера была проведена административная реформа района в соответствии с законом Мюнстера/Хамма от 9 июля 1974 года. Закон вступил в силу 1 января 1975 года. Администрация Вессум (с общиной Алштетте и деревнями Оттенштайн и Вессум) была распущена и объединена с городом Ахаус. Альштетте стал районом города Ахаус, который сам утратил свою функцию в качестве округа города Боркен.

## Экономика и инфраструктура

### Общая характеристика
Территория вокруг деревни была сельскохозяйственной на протяжении многих веков. Традиционно здесь работали ремесленные мастерские и предприятия по переработке сельскохозяйственного сырья.Примерно с 1890 года строятся два кирпичных завода, молокозавод, организуется фермерский сбытовой кооператив и прокладывается железнодорожная линия Ахаус-Энсхеде (которая была демонтирована в 2008 году) и таким образом были созданы новые рабочие места.
Около 1950 года, с целью уменьшения рисков от убытков при продаже местного урожая картофеля, была построена фабрика по производству "картофеля фри". Она стала первой фабрикой картофеля фри в Германии. Были также основаны компании в основных строительных и вспомогательных отраслях, которые пережили бум после Второй мировой войны во время восстановления региона, а затем и в эпоху немецкого экономического чуда. Кроме того, в 1960-х годах многие женщины посёлка работали в текстильной промышленности, либо на текстильных фабриках в Твенте, либо на фабриках в Гронау и Ахаусе с дочерним предприятием в самом Альштетте.
После упадка текстильной промышленности началось закрытие и предприятий других отраслей экономики. Исчезли кирпичные заводы, молокозавод и несколько строительных предприятий. Их поглотил средний бизнес региона. Одновременно происходило укрупнение ранее небольших семейных предприятий. В настоящее посёлок окружён различными коммерческими образованиями.
Все поселковые канализационные и фермерские сточные воды перекачиваются под давлением на центральную очистную станцию в Ахаусе. Раньше вокруг Альштетте было три свалки для мусора, в настоящее время они закрыты. Почти 100 процентов жителей посёлка обслуживаются централизованным водоснабжением. Стоит вопрос об очистке и использовании дождевых вод. Посёлок обеспечен торговыми точками различной специализации.
Многие владельцы установили в своих зданиях солнечные и фотоэлектрические системы, а также в раздевалках спортивных сооружений. Несколько фермеров эксплуатируют собственные компактные теплоэлектростанции или ветровые турбины.

### Транспорт

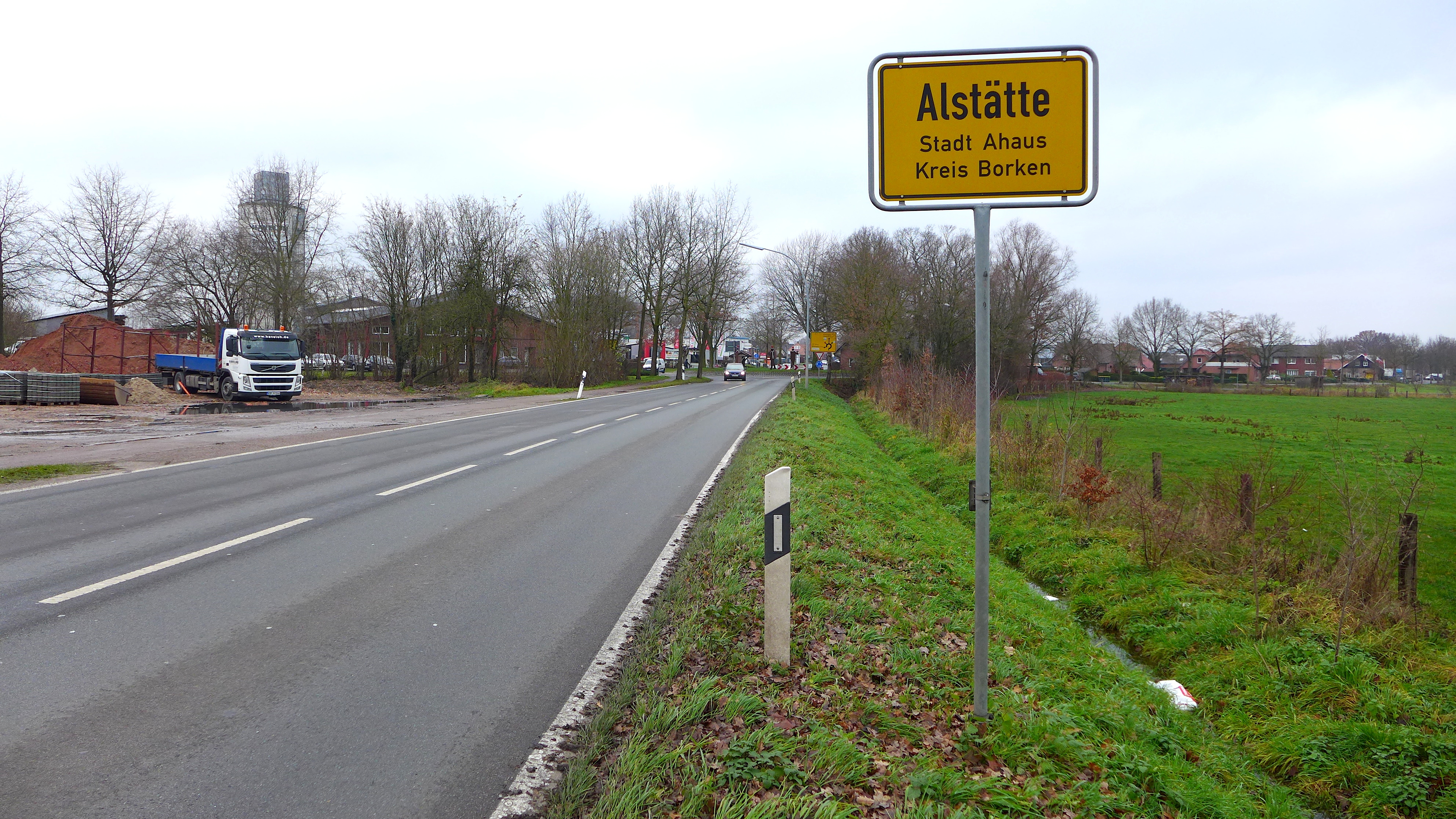
Автомобильная дорога районного значения К 17.

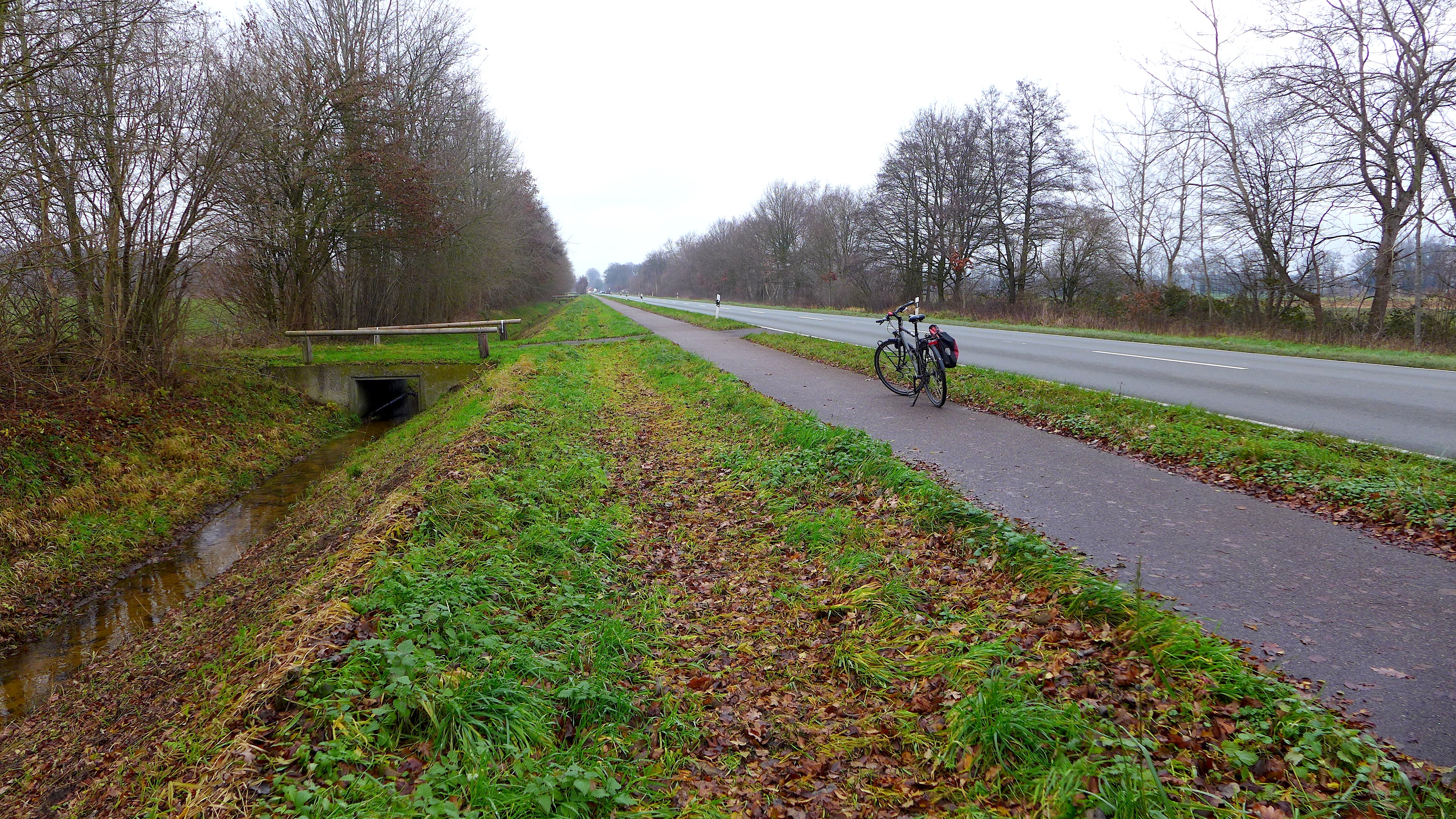
Велодорожка у К 17.

В будничные дни Альштетте связан прямым автобусным сообщение с Ахаусом, а в выходные и праздничные дни существует возможность вызова по телефону автобуса-такси. Для этого достаточно месячного проездного билета.
Ближайшая железнодорожная станция находится в Ахаусе (10 км). Через неё курсирует международный региональный поезд RB 51 (Вестмюнстерланд-Бан / Westmünsterland-Bahn) по маршруту Дортмунд - Косфельд - Энсхеде (Нидерланды).
Через территорию Альштетте проходит несколько автомобильных дорог федерального, земельного и районного значения:
- B 70 — дорога федерального значения "Неермоор — Везель", протяжённостью 234 км. Проложена преимущественно вдоль границы Германии и Нидерландов.
- L 560 — дорога земельного значения: (Нидерланды) – граница с Германией – Граэс — Вессум — Ахаус.
- L 575 — дорога земельного значения: от Альштетте на север до соединения с L 560.
- K 17 — дорога районного значения: самый короткий путь из Альштетте в Нидерланды (Хааксберген) и в противоположную сторону на юго-восток в Вессум и Ахаус. Дорога двухполосная, по одной полосе в каждом направлении. Ширина каждой полосы достаточная для движения сельскохозяйственной техники. Полотно дороги ограничено пластиковыми сигнальными столбиками, за которыми, как правило расположены водоотводные углубления канального типа. Дорога хорошо оснащена как дорожной разметкой, так и знаками-указателями. Автомобильное движение средней интенсивности без пробок. Имеется отдельная параллельная велосипедная дорожка, используемая как местными жителями, так и велотуристами Германии и Нидерландов.
- K 18 — дорога районного значения: из Альштетте на юго-запад в Люнтен и далее параллельно границу с Нидерландами до соединения с земельной дорогой L 608.
- K 22 — дорога районного значения: из Альштетте на юг в Оттенштайн.

## Образование
В Альштетте работает три детских сада (два церковных и один городской) и начальная школа. Есть также местные предложения от католического учебного заведения и Народного университета Ахауса. Гимназии и реальные школы доступны в Ахаусе, а также в Гронау и Эпе. Для этого организовано хорошее автобусное сообщение со всеми учебными заведениями (гимназиями, реальными школами и профтехучилищами) в соседних городах.

## Достопримечательности
- Здание бывшего железнодорожного вокзала.
- Католическая церковь Успения Пресвятой Богородицы.
- Водяная мельница "Хаармюле".

## Личности
- Йозеф Тезинг[нем.] (* 1937 в Альштетте) — заместитель генерального секретаря Фонда имени Конрада Аденауэра.
- Ульрих Боом (* 1947 в Альштетте) — католический викарный епископ Вюрцбурга[11].
- Хайнц Паус[нем.] (* 1948 в Альштетте) — политик ХДС, бургомистр Падерборна[12].
- Герман Бекманн[нем.] (* 1960 в Альштетте) — немецкий писатель и психолог.
- Мани Бекманн[нем.] (* 1965 в Альштетте) — немецкий писатель, автор криминальных и исторических романов под псевдонимом Том Финнек[13].
- Генрих Рольфинг[нем.] (* 1958 в Альштетте) — немецкий актёр.

## Происшествия
В субботу 31 августа 2019 года экскаватор очищал прибрежную зону реки Ахаузер Аа в районе улиц Хохштрассе и Гронауэр Штрассе в Альштетте. Внезапно в его ковшу оказалась большая проржавевшая авиационная бомба. Экстренно были оповещены муниципальные службы, а жителей улиц срочно выселили из домов. Через четыре часа специалист по взрывным устройствам вынес вердикт: бомба является английской, её вес 250 кг, но в ней нет детонатора, поэтому она безопасна. И добавил, что во время Второй мировой войны нередкими были случаи, когда после выемки детонатора сапёры оставляли бомбу на месте по причине нехватки горючего для её транспортировки и часто просто сбрасывали в воду реки. Именно такую обезвреженную бомбу и выкопал экскаватор в Альштетте.